# Gouvernement (Nederlands-Indië)
Gouvernement is de naam van enige gewesten in Nederlands-Indië:
- Aceh en Onderhoorigheden 1874-. Hoofdplaats Kota Radja.
- Sumatra's Westkust (SWK) -1913 (dan residentie). Hoofdplaats Padang.
- Borneo en Onderhoorigheden 1846-1848. Hoofdplaats Sintang.
- Celebes en Onderhoorigheden 1824-1924 (1925 residentie). Hoofdplaats Makassar.
- Gouvernement der Molukken 1817-1867 en 1925-1935 (1935 residentie). Hoofdplaats Ambon.

In 1925 werd Java met Madoera, behalve in 3 provincies (West-Java, Midden-Java en Oost-Java), ingedeeld in twee gouvernementen:
- Jogjakarta. Hoofdplaats Jogjakarta, ook Djokjakarta genaamd.
- Surakarta. Hoofdplaats Surakarta, ook Solo genaamd.

In 1938 werden de Buitenbezittingen ingedeeld in 3 gouvernementen:
- Sumatra. Hoofdplaats Medan.
- Borneo. Hoofdplaats Banjarmasin.
- Groote Oost. Hoofdplaats Makassar.

Het gouvernement Nederlands-Nieuw-Guinea was een Nederlands overzees rijksdeel van 1949-1962.
De provincies en gouvernementen waren verdeeld in residenties.
De gouvernementen werden bestuurd door gouverneurs, die rechtstreeks gesteld waren onder de gouverneur-generaal.
De gouverneur van Sumatra's Westkust was sinds oktober 1862 een burgerlijk ambtenaar, daarvoor een hoofdofficier. In verband met de reorganisatie van het gouvernement werd in september 1898 een waarnemend gouverneur benoemd.